# Raphaël Perez
Pour les articles homonymes, voir Perez.
Raphaël Pérez, né le 26 juin 1937 à Marrakech,  Maroc et mort le 9 octobre 2009, Tel-Aviv (Israël), est le grand-rabbin de la communauté séfarade de Strasbourg de 1984 à 2005.

## Biographie
Raphaël Pérez passe toute sa jeunesse au Maroc. Il commence dès le plus jeune âge l’étude de la Torah et des textes sacrés, de la Michna et de la Guemara.
L’hébreu, l’arabe et le français sont ses trois langues naturelles. Très tôt, il assume des responsabilités d’éducateur et d'enseignant.
Chef de troupe chez les Éclaireuses éclaireurs israélites de France, son nom de totem est Marabout.

### Le rabbin de la communauté sépharade de Strasbourg
Accompagné de sa femme Marie (née Losky) et de la première de leurs filles Nourith, il arrive en 1965 à Strasbourg, peu après la vague d’immigration des Juifs d’Afrique du Nord.
Il occupe un poste de rabbin dans la communauté naissante de Strasbourg-Cronenbourg. C’est lui qui crée et développe cette communauté composée principalement de rapatriés. Nommé en 1984 au poste de rabbin de la Communauté israélite séfarade de Strasbourg-Centre, à l’oratoire Léo Cohn, il occupe ce poste jusqu’en 2005.
En 2000, il inaugure la nouvelle synagogue Rambam, de la communauté séfarade à Strasbourg dans un nouveau bâtiment de la synagogue de la paix.
Étudiant de l’Institut d’hébreu de la Faculté de lettres de Strasbourg, Raphaël Pérez demeure imprégné de la pensée de son maître, le professeur André Neher. Il obtient un doctorat de lettres à l’université des sciences humaines de Strasbourg, en 1983.
Excellent grammairien de langue hébraïque, il compose de nombreux poèmes en hébreu. Certains font partie des chants interprétés lors de certaines fêtes. D’autres sont des hommages à des personnalités marquantes, hôtes distingués de sa communauté, comme les grands-rabbins de Jérusalem et de France.
Rabbin, mais également hazzan, il assume les offices des fêtes juives, et il est l’un des rares spécialistes des différents piyyoutim. 
Il reçoit la Légion d'honneur en 2006.
Le rabbin a également enseigné la religion israélite à l'école Branly, à Strasbourg, où sa passion et sa dévotion pour l'étude de la Torah illuminaient la classe d'histoire et de sagesse juives, composée d'élèves issus de l'école publique, donc moins imprégnés de religion.
Le 11 avril 2009, il est victime d’une grave attaque cérébrale et est hospitalisé à l’hôpital Tel Hashomer. Il décède des suites de son attaque le 9 octobre 2009, la nuit de Hoshanna Rabba. Il est enterré dans le cimetière de Guivat Chaoul, à Jérusalem.
De nombreuses personnalités viennent lui rendre hommage, telles que le grand-rabbin d’Israël, le rabbin Shlomo Amar, ou l’ancien grand-rabbin de France Joseph Sitruk.